# Сандък чифлик
Сандък чифлик или Садък чифлик (на гръцки: Αρκαδικός, Аркадико̀с, до 1928 година Σανδίκ или Σαδίκ Τσιφλίκ, Сандък, Садък Цифлик) е предградие на гръцкия град Драма, област Източна Македония и Тракия.

## География
Сандък чифлик е разположено на 90 m надморска височина в Драмското поле на 1 километър на югозапад от града, по пътя към Чай чифлик (Неа Амисос) и Пашали чифлик (Амбелакия).

## История
Край селото в 1991 година е открито Сандъкчифлишкото неолитно селище.

### В Османската империя
Съгласно статистиката на Васил Кънчов („Македония. Етнография и статистика“) към 1900 година Сандък чифлик е смесено селище, в което живеят 40 българи и 20 цигани.

### В Гърция
През Балканската война селото е освободено от части на българската армия, но след Междусъюзническата война от 1913 година остава в пределите на Гърция. Селото не се споменава в 1913 година, а в 1920 година има 5 жители. В 1923 година в селото са заселени понтийски гърци бежанци. В 1928 година името му е сменено на Аркадикос, тоест Аркадски. В 1928 година в Сандък чифлик има 58 гръцки семейства с 216 души - бежанци от Турция. В преброяването от 1951 година има 433 жители, а след това е присъединено към Драма.
Църквите в Сандък чифлик са „Свети Пантелеймон“ и „Свети Евгений Трапезундски“.
| Година    | 1913 | 1920 | 1928 | 1940 | 1951 | 1961 | 1971 | 1981 | 1991 | 2001 | 2011 | 2021 |
| --------- | ---- | ---- | ---- | ---- | ---- | ---- | ---- | ---- | ---- | ---- | ---- | ---- |
| Население |      | 5    | 357  | 449  | 433  |      |      |      |      |      |      |      |